# Угерско
Угерско (укр. Угерсько) — село в Стрыйской городской общине Стрыйского района Львовской области Украины.
Расположено на реке Стрый.

## История
В 1946 году указом Президиума Верховного Совета УССР село Угерско переименовано в Яблуновку.
В 1988 году здесь был построен общественно-торговый центр (архитектор Л. Трильовский).
В 1993 году селу возвращено прежнее название.
Население по переписи 2001 года составляло 1683 человека.